# 三輪寿美雄
三輪 寿美雄（みわ すみお、1932年7月25日 - ）は、日本の競歩選手である。
1964年東京オリンピックで男子50キロ競歩に出場した。

## 経歴
西郷村立田代高等小学校卒業。（陸上選手としてではなく）一般採用枠で旭化成に入社。旭化成陸上部に所属し、マラソンを志望して陸上競技に挑んでいたが、成績は伸び悩んだ。マラソン引退を決意していたところ、陸上部長からの勧めを受けて競歩に転向した。当時、競歩で旭化成はリコーに後れを取っていた。1961年10月、国民体育大会（秋田市）で20キロ競歩に出場、3位入賞。2位の石黒昇とは同い年であったこともあって意気投合し、以後親交を結ぶ。
1964年東京オリンピックで男子50キロ競歩に出場、27位。
1966年、日本陸上競技選手権大会50キロ競歩で優勝。
退職後に整体師となり、2021年現在は延岡市内で整体治療院の院長を務める。
2020年東京オリンピックの聖火ランナーの公募に応じ、宮崎県内最高齢の聖火ランナーとして選ばれる。三輪の聖火リレーは延期を経て2021年4月25日に延岡市内の繁華街で行われ、胸ポケットに2021年2月に逝去した石黒と、早世した孫の写真をおさめて完歩した。

## 主な記録
- 1958年
  - 第13回毎日マラソン 10位 2時間39分11秒[7]
- 1961年
  - 第16回国民体育大会 20km競歩 3位 1時間47分03秒2[8]:89
- 1962年
  - 第17回国民体育大会 20km競歩 1位 1時間42分26秒6[8]:96
- 1963年
  - 第18回国民体育大会 20km競歩 2位 1時間40分32秒8[8]:104
- 1964年
  - 東京オリンピック 20km競歩 27位
- 1965年
  - 第20回国民体育大会 20km競歩 3位 1時間41分35秒0[8]:104
- 1966年
  - 日本陸上競技選手権大会50キロ競歩 1位